# Tiago Ilori
Tiago Abiola Delfim Almeida Ilori, noto semplicemente come Tiago Ilori (Londra, 26 febbraio 1993), è un calciatore portoghese con cittadinanza britannica, difensore del Dila Gori.

## Palmarès

### Club

#### Competizioni nazionali
- Coppa del Portogallo: 1

Sporting Lisbona: 2018-2019
- Coppa di Lega portoghese: 1

Sporting Lisbona: 2020-2021